# Michele Maffei
Michele Maffei (* 11. listopadu 1946 Řím, Itálie) je bývalý italský sportovní šermíř, který se specializoval na šerm šavlí.
Itálii reprezentoval v šedesátých, sedmdesátých a na začátku osmdesátých let. Na olympijských hrách startoval v roce 1968, 1972, 1976 a 1980 v soutěži jednotlivců a družstev. Na olympijských hrách 1968 vypomáhal italskému družstvu fleretistů v soutěži družstev. V soutěži jednotlivců obsadil na olympijských hrách 1972 čtvrté místo. V roce 1971 získal titul mistra světa v soutěži jednotlivců. S italským družstvem šavlistů vybojoval na olympijských hrách jednu zlatou (1972) a tři stříbrné (1968, 1976, 1980) olympijské medaile a s družstvem obsadil třikrát druhé místo (1974, 1979, 1982) na mistrovství světa.